# Me 323 Gigant
A Messerschmitt Me 323 Gigant a második világháború idején gyártott és alkalmazott német szállító repülőgép. A Me 321 szállító vitorlázó repülőgép átalakított, motoros változata, a második világháborúban használt legnagyobb szállító repülőgép volt. A Messerschmitt AG. leipheimi és obertraublingi üzemei gyártották. Néhány Me 231 vitorlázóból átépített példánnyal együtt összesen 213 db készült.

## Története
A Junkers és a Messerschmitt 1940. október 18-án kapott megbízást arra, hogy rövid időn belül egy jövőbeni Nagy-Britannia elleni invázió során használható nagyméretű szállító vitorlázó repülőgép kifejlesztésére tegyen javaslatot. A német hadvezetés komoly elvárásokat támasztott az új repülőgép teherbírásával  szemben. Képesnek kellett lennie a német 88 mm-es légvédelmi és páncéltörő ágyú, féllánctalpas vontatók, valamint a PzKpfw IV közepes harckocsi szállítására.
A Junkers már 1940 őszén elkészítette a Junkers Ju 322 Mammut terveit, de csak egy prototípust építettek meg a csupaszárny kialakítású vitorlázó repülőgépből. A Messerschmitt által készített Me 231 vitorlázóból ugyan több példányt gyártottak, de a nagy mérete miatt nehézkes és veszélyes volt az üzemeltetése, vontatásához ugyanis több motoros repülőgépre volt szükség.
1941 elején született döntés a Me 321 motoros változatának a kialakításáról. Több tanulmányterv és egy négy motorral felszerelt Me 321 vitorlázóval végzett próbák után döntés született arról, hogy a szállító repülőgépet hat db francia Gnome–Rhône 14N csillagmotorral szerelik fel. A motorok a megszállt Franciaországban rendelkezésre álltak, és a szárny megerősítése után egyszerűen beépíthetőnek bizonyultak. A motorok mellett mindkét szárnyban egy-egy kabint alakítottak ki a fedélzeti mérnök számára. A motorok kezdetben kéttollú fa légcsavarokat hajtottak, a későbbi példányokra háromtollú fém légcsavarokat szereltek. A Me 321 négykerekes főfutója helyett a Gigant nyolckerekes főfutót kapott. A gép tömegközéppontja a hátsó futó vonalába esett. A futóművek kialakítása megkönnyítette a tábori repülőtereken történő üzemeltetést. Teherbíró képessége elmaradt a vitorlázó változatától, hasznos terhelése 10–12 t volt. Felszálláshoz gyakran használtak startrakétákat. A legyártott Me 321 vitorlázók egy részét átépítették motoros változattá, de a Me 323 Gigantok többségét már eredetileg is motoros gépként kezdték el építeni.
A háború vége felé Magyarországon is állomásozott néhány darab